# Petitmenginia
Petitmenginia es un género plantas fanerógamas perteneciente a la familia Scrophulariaceae. Ahora clasificada dentro de la familia Orobanchaceae. Comprende 3 especies descritas y de estas, solo 2 aceptadas.

## Taxonomía
El género fue descrito por Gustave Henri Bonati y publicado en Notulae Systematicae. Herbier du Museum de Paris 1: 335. 1911.    La especie tipo es:  Petitmenginia comosa Bonati		

## Especies aceptadas
A continuación se brinda un listado de las especies del género Petitmenginia  aceptadas hasta mayo de 2014, ordenadas alfabéticamente. Para cada una se indica el nombre binomial seguido del autor, abreviado según las convenciones y usos: 
- Petitmenginia comosa Bonati
- Petitmenginia matsumurae T. Yamaz.